# Radikal 156
Radikal 156 mit der Bedeutung „Gehen“ ist eines von 20  der 214 traditionellen Radikale der chinesischen Schrift, die mit sieben Strichen geschrieben werden.
Mit 26 Zeichenverbindungen in Mathews’ Chinese-English Dictionary gibt es relativ wenige Schriftzeichen, die unter diesem Radikal im Lexikon zu finden sind.
Das Radikal „gehen“ nimmt nur in der Langzeichen-Liste traditioneller Radikale, die aus 214 Radikalen besteht, die 156. Position ein. In modernen Kurzzeichen-Wörterbüchern kann es sich an ganz anderer Stelle finden. Im Neuen chinesisch-deutschen Wörterbuch aus der Volksrepublik China steht es zum Beispiel an 189. Stelle.
Die Siegelschrift-Form dieses Schriftzeichens besteht aus der Abbildung eines laufenden Menschen, der dabei beide Arme kräftig zur Hilfe nimmt. Darunter befindet sich ein Fuß als Interpretationshilfe für die obere Komponente.
Das Radikal stellt seine Zeichen in den Bedeutungszusammenhang gehen, laufen: 赶 (gan = einholen), 趋 (eilen, hasten), 趔趄 (schwanken, taumeln), 赴 (fu = gehen), 趟 (tang = Zähleinheitswort für Bewegungen). In 陡 (= abschüssig) tritt das Radikal 走 als Lautträger auf. 徒 (tu = Fuß gehen) bestand ursprünglich aus dem Fuß 辶 und der Erde 土 (tu) als Lautträger. Als Halbrahmen in linker unterer Position im Zeichen ist der letzte, untere Strich von 走 nach rechts zu verlängern wie in 起 (qi = aufstehen) oder 赳 (= tapfer). 
Schreibvariante des Radikals: 赱

## Schriftzeichenverbindungen, die vom Radikal 156 regiert werden
| Striche | Zeichen                                |
| ------- | -------------------------------------- |
| +0      | 走 赱                                  |
| +02     | 赲 赴 赵                               |
| +03     | 赳 赶 起 赸                            |
| +04     | 赹 赺 赻 赼 赽 赾 赿                   |
| +05     | 趀 趁 趂 趃 趄 超 趆 趇 趈 趉 越 趋    |
| +06     | 趌 趍 趎 趏 趐 趑 趒 趓 趔             |
| +07     | 趕 趖 趗 趘 趙 趚                      |
| +08     | 趛 趜 趝 趞 趟 趠 趡 趢 趣 趤 趥 趦 趧 |
| +10     | 趨                                     |
| +12     | 趩 趪 趫 趬 趭                         |
| +13     | 趮                                     |
| +14     | 趯 趰                                  |
| +16     | 趱                                     |
| +19     | 趲                                     |

 Im Unicodeblock Kangxi-Radikale ist das Radikal 156 unter der Codepointnummer 12.187 (U+2F9B) codiert.